# چارپاره (فشنگ)

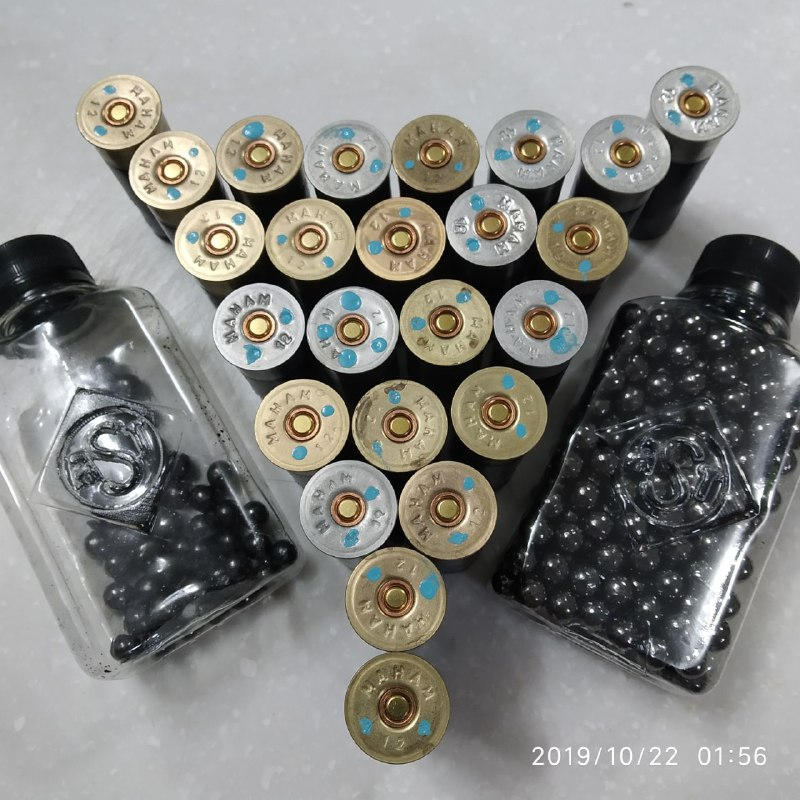
فشنگ و ساچمه‌های چهارپاره ۹ عددی

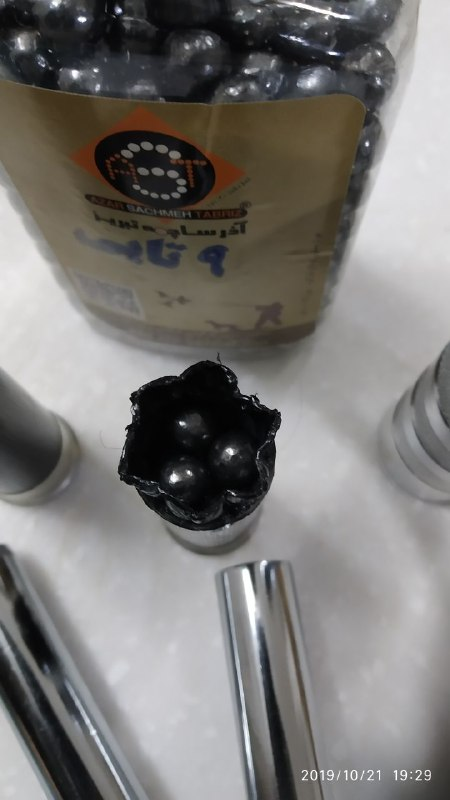
چهارپاره ۹ دونه

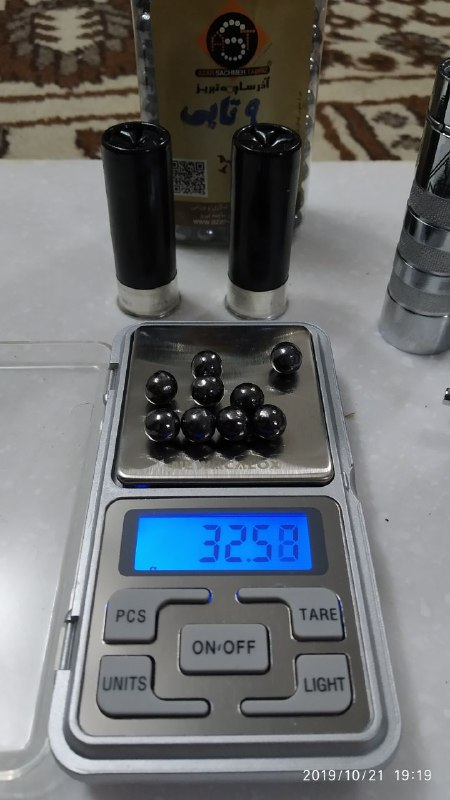
وزن استاندارد ۹ عدد چهارپاره ۹ دونه

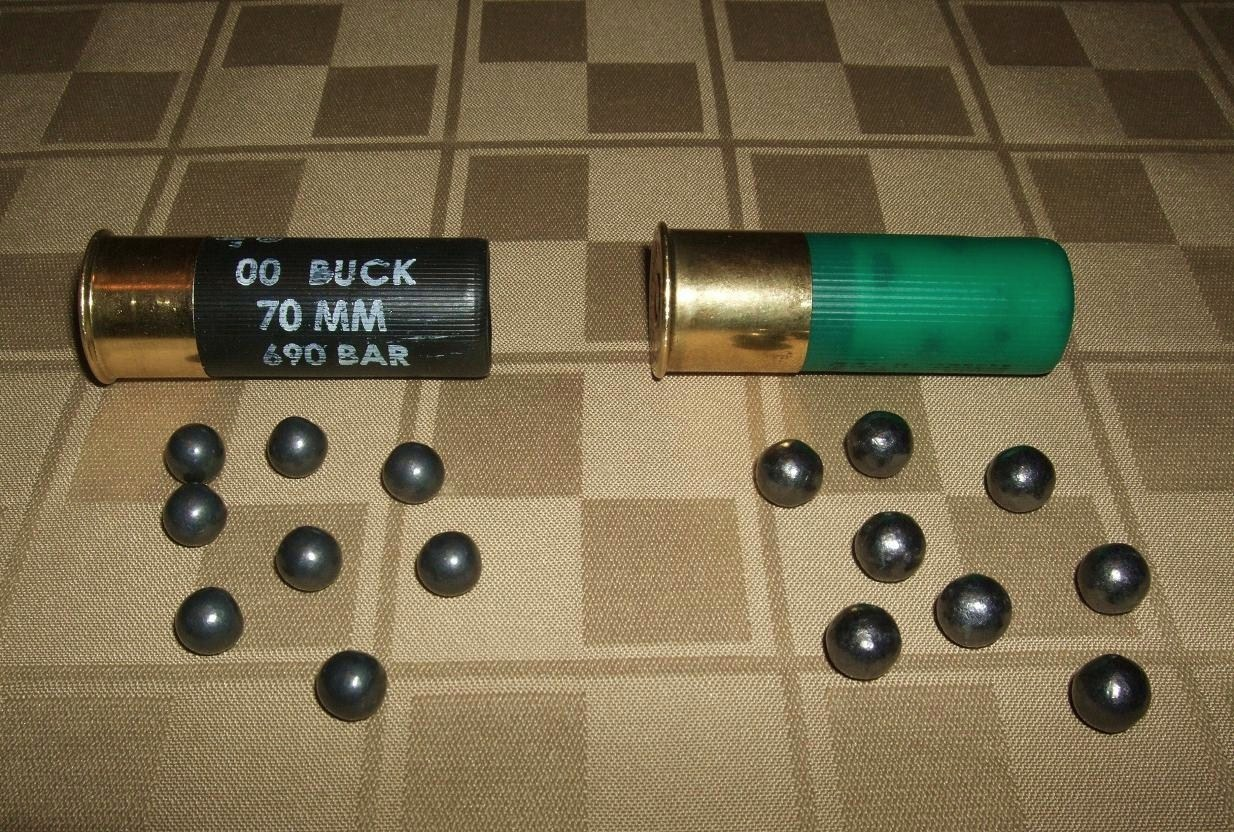
دو نوع فشنگ چارپاره. سمت راست اندازه سه صفر (۰۰۰) و سمت چپ اندازه دو صفر (00)

چارپاره، که آن را چهارپاره نیز می‌نویسند، گونه‌ای فشنگ ساچمه‌ای است که ساچمه‌های آن بزرگ‌تر از ساچمه‌های فشنگ‌های ویژه زدن پرندگان و حیوانات کوچک است.

## ویژگیها و کاربرد
از چارپاره برای شکارهای بزرگ‌تر مانند خرگوش، روباه، گراز، کل و بز و قوچ‌ومیش استفاده می‌شود. باروت مورد استفاده در چارپاره به نسبت فشنگهای ساچمه ای کمی بیشتر می‌باشد (حدود ۳ دهم گرم) و نحوه پرکردن نیز کاملاً متفاوت می‌باشد. پرکاربردترین نوع آن ۹ تایی می‌باشد که وزن ساچمه‌ها در حدود ۳۲ الی ۳۴ گرم خواهد بود. با توجه به نوع ساخت و کشور سازنده تعدا ساچمه‌های موجود در فشنگ متفاوت می‌باشد که تعداد ساچمه‌ها بر اساس ۲، ۴ ، ۸ و ۹ عدد متغیر خواهد بود. برد نهایی چارپاره بستگی مستقیم با نوع سلاح و لول آن داشته و به طول و چوک لوله اسلحه وابسته می‌باشد. استفاده از چارپاره در سلاح‌های با لول ضعیف پرخطر می‌باشد و سلاح‌های فول چک نیز بهتر است استفاده نشود. بهترین نوع سلاح برای شلیک چارپاره‌های شکاری، سلاحهای با لوله قوی و طول بلند و مدیفاید چک می‌باشد. این گلوله در برد ۴۰ الی ۱۰۰ متر بسیار مؤثر می‌باشد و بایست بر اساس نوع هدف از چارپاره مناسب استفاده کرد.